# Li Yanxi
Li Yanxi (en chinois : 李延熙 ; pinyin: Lǐ Yánxī, né le 26 juin 1984 à Shijiazhuang, Hebei) est un athlète chinois, spécialiste du triple saut.

## Biographie
Lors des qualifications des Jeux olympiques à Pékin, il saute à 17,30 m mais il ne renouvelle pas ce saut lors de la finale. Depuis 2009, il détient avec 17,59 m, le record asiatique de la discipline, obtenu à Jinan lors des Jeux nationaux.

### Palmarès
| Date | Compétition                   | Lieu     | Résultat | Performance |
| ---- | ----------------------------- | -------- | -------- | ----------- |
| 2002 | Championnats du monde juniors | Kingston | 2e       | 16,66 m     |
| 2006 | Jeux asiatiques               | Doha     | 1er      | 17,06 m     |
| 2006 | Coupe du monde des nations    | Athènes  | 4e       | 16,87 m     |
| 2008 | Jeux olympiques               | Pékin    | 10e      | 16,77 m     |
| 2009 | Championnats du monde         | Berlin   | 6e       | 17,23 m     |
| 2010 | Jeux asiatiques               | Canton   | 1er      | 16,94 m     |
| 2011 | Championnats d'Asie           | Kōbe     | 2e       | 16,70 m     |